# Deskaheh
Levi General (15 mars 1873 - 27 juin 1925), communément appelé Deskaheh, était un chef haudenosaunee et un porte-parole reconnu, célèbre pour ses efforts persistants pour obtenir la reconnaissance internationale de son peuple. Il est surtout connu pour avoir porté les préoccupations des Iroquois devant la Société des Nations dans les années 1920.

## Jeunesse
Levi General a été élevé et éduqué dans la tradition cayuga, participant activement aux cérémonies des maisons-longues. En plus de sa langue maternelle, le cayuga, il parlait également les autres dialectes iroquois.  Il a travaillé comme bûcheron dans les montagnes Allegheny, à l'ouest de l'État de New York et de la Pennsylvanie. Un accident l'obligea à revenir dans sa région natale et il commença à cultiver une ferme près de Millpond, à proximité d'Ohsweken dans la réserve des Six Nations, où il se maria et eut quatre filles.

## Président du Conseil des Six Nations
En 1917, General devient chef héréditaire des Cayuga avec le titre Deskaheh, signifiant « plus que onze ». Deskaheh s'est rendu à Londres en août 1921 avec l'avocat George P. Decker, engagé comme conseiller juridique par les Six Nations. Parce que le gouvernement canadien lui aurait refusé l'autorisation de voyager, la Confédération des Six Nations a délivré son propre passeport iroquois à Deskaheh sur les conseils de Decker. Deskaheh s'est présenté à l'Hippodrome « en tenue d'apparat » et a également distribué un tract intitulé « Pétition et cas des Six Nations de Grand River ». Winston Churchill, sous-secrétaire britannique aux colonies à l'époque, a déclaré que la pétition devait être renvoyée au gouvernement canadien, ainsi Decker et Deskaheh sont retournés aux États-Unis.
En 1922, les deux hommes se rendirent à Washington DC et obtinrent le soutien du ministre néerlandais des Affaires étrangères, HA van Karnebeck, qui envoya leur pétition au bureau du secrétaire général de la Société des Nations. Ils ont également obtenu le soutien du Bureau International suisse pour la Défense des Indigènes.
En 1923, les autorités canadiennes ont construit des casernes pour la gendarmerie royale du Canada sur les terres de la rivière Grand relevant des Six Nations. Elles ont pour cela effectué des perquisitions dans les logis et ont interdit aux Indiens de couper du bois comme combustible (tout en permettant à d'autres de le faire), intensifiant ainsi le désir des Indiens de chercher la protection de la couronne britannique.  Deskaheh s'est alors rendu à Rochester, dans l'État de New York, et a commencé à élaborer une stratégie avec Decker pour demander à la Société des Nations d'imposer des sanctions au Canada.
Le 14 juillet 1923, Deskaheh et Decker s'embarquèrent pour Genève, en Suisse. Decker est retourné aux États-Unis après une brève période, mais a fréquemment communiqué avec Deskaheh par courrier. Pendant ce temps, Deskaheh resta en Suisse pendant dix-huit mois, donnant des conférences devant de nombreux auditoires à Genève, Berne, Lausanne, Lucerne, Winterthur et Zurich. Dans ses conférences, il a rappelé aux Européens colonisateurs du nouveau monde leurs obligations en vertu du wampum à deux rangs, le pacte le plus important conclu entre les Iroquois et les Européens. Son éloquence, sa persévérance et sa capacité à parler français ont contribué à gagner le soutien de certains pays, notamment l'Irlande, le Panama, la Perse, le Japon et l'Estonie. L'historienne moderne Laurence Hauptman a écrit que même si les conférences de Deskaheh ont suscité un accueil chaleureux de la part du peuple suisse, elles n'ont pas été efficaces pour changer les positions britanniques ou canadiennes. 
Le 17 septembre 1924, le gouverneur général et vicomte Julian Byng a ordonné le remplacement du Conseil de la Confédération des Six Nations à Ohsweken par un conseil élu tel que décrit par la Loi sur les Indiens du Canada. Le 7 octobre, à la suite d'un rapport d'Andrew Thorburn Thompson à qui la gendarmerie royale du Canada avait demandé d'enquêter sur la situation, cette dernière a dissous le gouvernement traditionnel des Six Nations, volant des documents importants et des wampums et déclenchant des élections immédiates pour remplacer le gouvernement traditionnel[réf. nécessaire]. Bien que Deskaheh ait renouvelé la vigueur de ses lançages d'alertes à la suite de ces événements, écrivant même directement au roi George V, il n'a pas obtenu davantage de succès et n'a jamais été en mesure d'atteindre son objectif initial de parler à la Société des Nations, bien qu'il ait laissé une copie d'une proclamation dans leurs bureaux à Genève avant son départ le 3 janvier 1925.

Deskaheh a vécu ses six derniers mois à Rochester, prononçant des discours dont son plus célèbre le 10 mars 1925 via la station de radio locale de Rochester.  Dans ce discours, il a fait une déclaration concernant les politiques d'« acculturation forcée » qui a été largement citée depuis :
"À Ottawa, ils appellent cette politique "développement des Indiens". À Washington, ils l'appellent "assimilation". Nous, qui en serions les victimes impuissantes, disons que c'est de la tyrannie. Si cela doit aller jusqu'au bout, nous préférerions que vous veniez avec vos fusils et vos gaz toxiques et que vous vous débarrassiez de nous de cette façon. Faites-le ouvertement et honnêtement. " 

## Mort et héritage
Deskaheh résidait au domicile du chef Clinton Rickard dans la réserve de Tuscarora pendant les derniers mois d'une pneumonie qui faisait suite à un grave rhume qu'il avait contracté en Europe.  Il a voulu faire venir son guérisseur traditionnel de la réserve des Six Nations au Canada, mais le guérisseur n'a pas été autorisé à traverser la frontière. Les États-Unis venaient d'adopter la loi sur l'immigration de 1924, qui refusait l'entrée à toute personne ne parlant pas anglais. Sur son lit de mort, Deskaheh a dit à Rickard de « se battre pour la ligne » (fight for the line). Le chef Rickard a ensuite fondé la Ligue de défense indienne en 1925, pour défendre « le droit de libre passage des peuples autochtones ».
Deskaheh a été enterré le 30 juin dans la réserve des Six Nations, avec deux mille personnes en deuil accompagnant son cercueil au cimetière après une cérémonie à la maison longue de Sour Spring.  Les Iroquois modernes considèrent Deskaheh comme un grand patriote, mais certains le tiennent également pour responsable des représailles ultérieures du gouvernement canadien contre la tribu.

## Remarques
(en) Cet article est partiellement ou en totalité issu de la page de Wikipédia en anglais intitulée « Deskaheh » (voir la liste des auteurs).
1. 1 2 3  Smith 2005.
2. ↑  Hauptman 2008, p. 125.
3. ↑  "Deskaheh" is an Iroquois Confederacy chiefly title, but the press mistakenly applied it as a given name, which stuck. Ronald Niezen, "Recognizing Indigenism: Canadian Unity and the International Movement of Indigenous Peoples," Comparative Studies in Society and History 42, no. 1 (2000).
4. 1 2  Hauptman 2008, p. 124.
5. 1 2  Hauptman 2008, p. 129.
6. ↑  Hauptman 2008, p. 131.
7. ↑  Hauptman 2008, p. 133.
8. ↑  Hauptman 2008, p. 135.
9. ↑  Hauptman 2008, p. 125-135.
10. ↑  Robert G Koch, « George P. Decker and Chief Deskaheh », The Crooked Lake Review,‎ septembre 1992 (lire en ligne, consulté le 18 mai 2013)
11. ↑  Hauptman 2008, p. 137-138.
12. 1 2  Hauptman 2008, p. 140.
13. 1 2 3  Hauptman 2008, p. 142.
14. ↑  Johansen 1998, p. 84.
15. ↑  « They love everything about Indigenous Peoples, except the people », Vancouver Media Co-op (consulté le 18 mai 2013)

## Lectures complémentaires

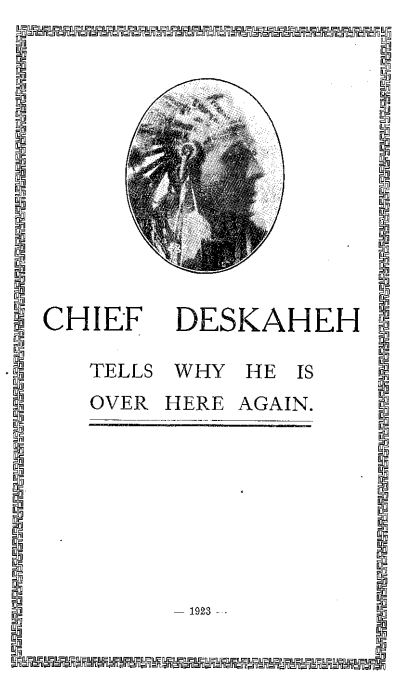
Le chef Deskaheh prononce un discours à Londres alors qu'il est en route pour s'adresser à la Société des Nations à Genève concernant la protection des Iroquois contre l'asservissement par le Canada.

- Deskaheh: Iroquois statesman and patriot., Rooseveltown, N.Y., Akwesasne Notes (ISBN 9780914838098)
- Chief Deskaheh Tells Why He Is Over Here Again, London: Kealeys Ltd., 1923 (lire en ligne)